# بتی گرت
 بتی گرت (انگلیسی: Betty Garrett؛ ۲۳ مهٔ ۱۹۱۹ – ۱۲ فوریهٔ ۲۰۱۱) هنرپیشه، کمدین، رقاص و خواننده اهل ایالات متحده آمریکا بود.
وی بین سال‌های ۱۹۳۸ تا ۲۰۱۱ میلادی فعالیت می‌کرد.
از فیلم‌ها و سریال‌های او می‌توان به در جستجوی تفریحات شهری و همگی در خانواده اشاره کرد.